# ホートン/ふしぎな世界のダレダーレ
『ホートン/ふしぎな世界のダレダーレ』（ホートンふしぎなせかいのだれだーれ、Horton Hears a Who!）は、ドクター・スースの『ぞうのホートンひとだすけ』を原作とした、2008年公開のアメリカ映画。
アメリカでは2008年3月14日に、日本では7月12日に公開。

## キャスト
| 役名               | 原語版声優 | 日本語吹き替え |
| ------------------ | --- | -------------- |
| ホートン           | ジム・キャリー | 森川智之       |
| フーヴィルの市長   | スティーヴ・カレル | 小森創介       |
| カンガルー         | キャロル・バーネット | 藤本喜久子     |
| ブラド             | ウィル・アーネット | 広瀬彰勇       |
| モートン           | セス・ローゲン | 石丸博也       |
| ヤモ               | ダン・フォグラー |                |
| 会長               | ダン・フォグラー |                |
| ドクター・ラルー   | アイラ・フィッシャー | 雨蘭咲木子     |
| トミー             | ジョナ・ヒル | 桜井敏治       |
| サリー・オマリー   | エイミー・ポーラー | 杉村理加       |
| ミセス・キリガン   | ジェイミー・プレスリー |                |
| ナレーター         | チャールズ・オズグッド | 中博史         |
| ルディ             | ジョシュ・フリッター | 庄司宇芽香     |
| ミス・イェルプ     | ニーシー・ナッシュ |                |
| ジョージョー       | ジェシー・マッカートニー | 下和田裕貴     |
| 市長の娘           | シェルビー・アダモウスキー ケイトリン・ローズ・アンダーソン エミリー・アンダーソン サマンサ・ドゥロク セレーナ・ゴメス クリスティーナ・マーティーノ エリー・マーティーノ |                |
| ケイティ           | ジョーイ・キング | かないみか     |
| ジェシカ・キリガン | ラウラ・オルティス | 中司ゆう花     |

## スタッフ
- 監督：ジミー・ヘイワード、スティーヴ・マーティノ
- 製作：ボブ・ゴードン
- 製作総指揮：オードリー・ガイゼル、クリストファー・メレダンドリ、クリス・ウェッジ
- 脚本：ケン・ダウリオ、シンコ・ポール
- 音楽：ジョン・パウエル

## 備考
本作で製作総指揮を務めたクリストファー・メレダンドリは、ブルースカイ・スタジオを退社して新たにイルミネーション・エンターテインメント（現：イルミネーション）を設立してからもドクター・スース作品の映像化に取り組み、2012年に『ロラックスおじさんの秘密の種』、2018年に『グリンチ』を公開している。